# Belfort (Bruges)

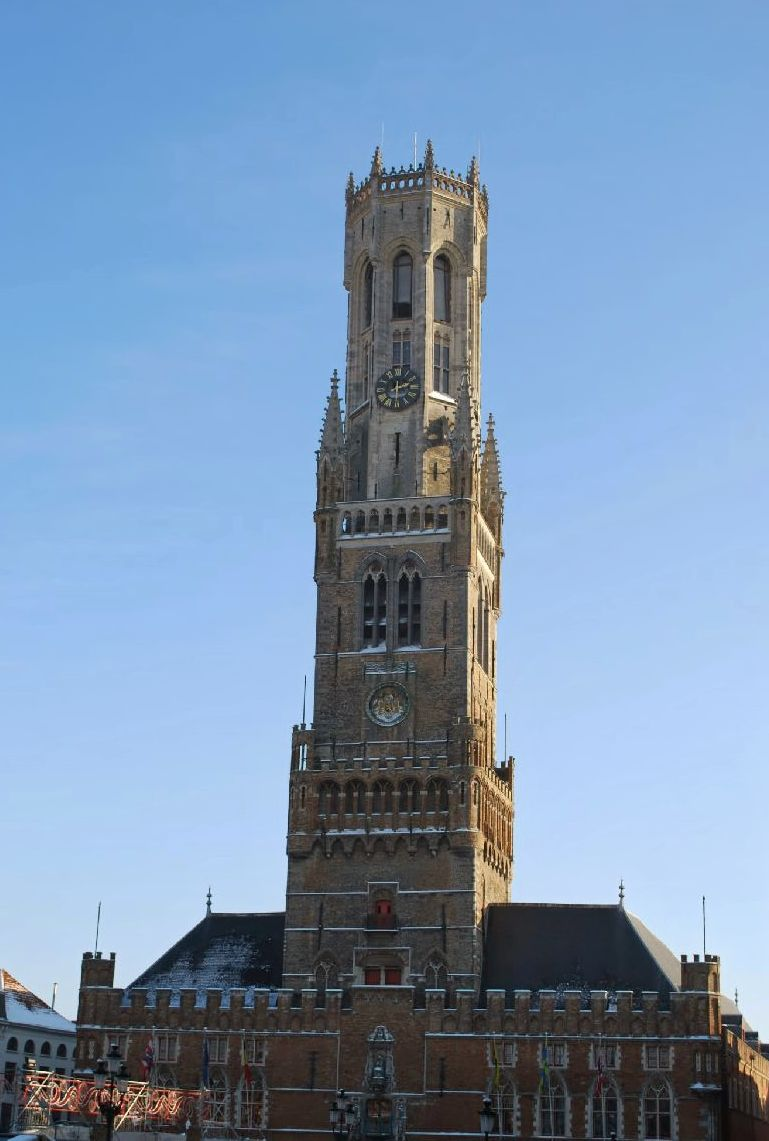
Belfort des d'un altre angle

El Halletoren és un belfort medieval situat al centre històric de Bruges a Bèlgica. És un dels símbols més importants de la ciutat: el campanar antigament albergava el tresor i els arxius municipals, i servia com a lloc d'observació per detectar incendis i altres perills. Una escala estreta i inclinada, de 366 graons arriba a la part superior d'aquest edifici de 83 metres d'altura, que s'inclina un metre cap a l'est.
Als costats i la part posterior de la torre hi ha l'antic mercat cobert, un edifici rectangular de 44 metres d'ample i de 84 metres de profunditat, amb un pati interior. Això explica el nom Halletoren (torre de la llotja), en bruguès d'Olletorre.

## Història de l'edifici
El campanar va construir junts a la plaça del mercat al voltant de l'any 1240, quan Bruges prosperava com un important centre de la indústria tèxtil del Comtat de Flandes. Va ser devastat per un incendi l'any 1280 i els arxius de la ciutat fins aquesta data s'hi van perdre per sempre. Es va construir una nova torre junts amb una llotja dels draps. Una recerca dendrocronològica va provar que el conjunt de campanar i llotges va ser construït alhora. El consistori es va traslladar a la casa Ghiselhuus a la plaça del Burg.
La part octogonal del campanar s'hi va afegir entre el 1483 i el 1487. Culminava una agulla de fusta amb una imatge de Sant Miquel amb una bandera a la mà i un drac sota els peus. L'agulla no va durar gaire: l'any 1493 li va caure un llamp a sobre que la va calcinar, i també va destruir les campanes. Llavors, una torre de fusta va coronar el campanar durant dos segles i mig, però el 1741 també va ser víctima de les flames. Després d'això, ja no es va reemplaçar més l'agulla, de manera que l'altura de l'edifici va ser una mica més baixa durant uns anys, fins que el 1822 s'hi va afegir un parapeto gòtic de pedra vista.

## Carilló i campana del Triomf
Les campanes de la torre regulaven la vida dels habitants de la ciutat: anunciaven el temps, servien d'alarma contra incendi, indicaven l'horari laboral, i avisaven d'una gran varietat d'esdeveniments socials, polítics i religiosos. Amb el temps, s'hi va instal·lar un mecanisme que garantia el so regular de certes campanes; per exemple, les que indiquen l'hora.
A començament del segle xvii, s'hi va instal·lar un carilló de trenta-i-cinc campanes, dissenyat per Melchior de Haze, d'Anvers. Les campanes es toquen amb un teclat. Així doncs, a partir del 1604, es registra en els comptes anuals de la ciutat la contractació d'un carilloner els diumenges, els dies festius i els dies de mercat.
Després de l'incendi del 1741, el carilló es va reemplaçar per un conjunt de campanes dissenyades per Joris Dumery, 26 de les quals encara serveixen. En un principi, hi havia 48 campanes, i així va ser fins a final del segle xix. Avui en dia, n'hi ha 47. Les més petita només pesa un quilo; la més grossa, en canvi, en pesa prop de cinc mil, i totes juntes pesen aproximadament 27,5 tones.
Fora del carilló hi ha la Triomfklok (campana del triomf) de sis tones, que només es toca una desena de vegades l'any: la festa nacional flamenca i belga, la processó de la Santa Sang, la processó de Blindekens, la commemoració de l'amistici de 1918 i l'alliberament de 1944, Nadal i cap d'any.

## El Belfort en les arts
L'edifici és una de les característiques principals de la pel·lícula del 2008 Amagats a Bruges. També apareix en la novel·la Cloud Atlas.